# Rolette
Rolette város az Amerikai Egyesült Államok Észak-Dakota államában, Rolette megyében. Lakosainak száma 484 fő (2020. április 1.).

## Népesség
A település népességének változása:

| 2010 | 594 |
| 2020 | 484 |